# Фридольфинг
Фридольфинг (нем. Fridolfing) — община в Германии, в земле Бавария. 
Подчиняется административному округу Верхняя Бавария. Входит в состав района Траунштайн.  Население составляет 4094 человека (на 31 декабря 2010 года). Занимает площадь 44,23 км².